# Te busco (canción de Cosculluela)
Te busco es un sencillo de reguetón del cantante puertorriqueño Cosculluela, en colaboración con el también Cantante puertorriqueño Nicky Jam. Fue lanzada el 4 de julio de 2015 como descarga digital, y actualmente cuenta con más de 500 millones de reproducciones en YouTube (distribuidos en dos enlaces). La canción tuvo un rápido crecimiento en las emisoras de Colombia, país donde Nicky Jam ha tenido un gran éxito.

## Listados
| País      | Listado         | Categoría | Pos. |
| --------- | --------------- | --------- | ---- |
| Colombia  | National Report | Urbano    | 3    |
| Argentina | Radio Argentina | Urbano    | 1    |